# 무성 권설 설측 접근음
무성 권설 설측 접근음은 자음의 종류 중 하나다. 국제 음성 기호에서는 이 소리를 ɭ̊로 나타낸다.

## 특징
- 발성 - 성대의 진동을 수반하지 않는 무성음.